# Martwa Woda (ramię boczne Regalicy)

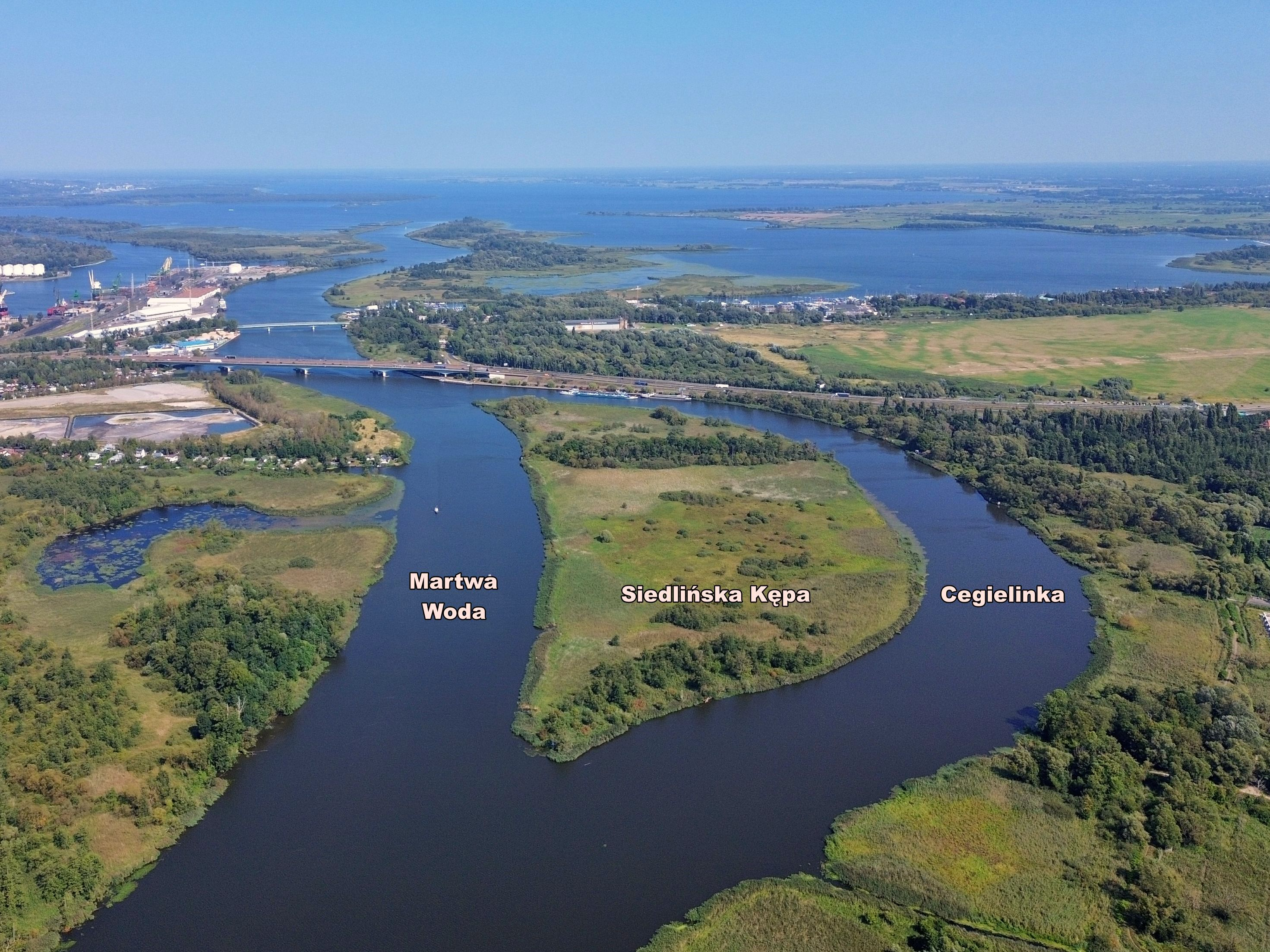
Martwa Woda (widok od strony południowej)

Martwa Woda (niem. Kahnfahrt) - odcinek nurtu Regalicy przepływający pomiędzy wyspami: Brynecki Ostrów i Siedlińską Kępą.
Jej obecny kształt wynika z częściowego zasypania dawnego nurtu i utworzeniem przekopu.